# Edmond Tapsoba
Edmond Tapsoba (Ouagadougou, 1999. február 2. –) Burkina Fasó-i labdarúgó, jelenleg a német első osztályban szereplő Bayer Leverkusen hátvédje.

## Pályafutása

### Ifjúsági csapatok
A Burkina Faso fővárosában, Ouagadougou-ban született Tapsoba 15 évesen került a Salitas FC kötelékébe, majd egy évvel később egy másik fővárosi klub, az US Ouagadougou csapatába szerződött. 2017 nyarán, 18 évesen Európába, a portugál Leixões SC ificsapatához került, itt figyelt fel rá az első osztályban szereplő Vitória Guimarães.

### Vitória Guimarães
Tapsoba az észak-portugálok másodosztályú B csapatában kezdte meg a szereplését. A szezon során végig gyengén teljesítő és utolsóként záró együttesből kimagaslott, hátvéd létére 7 gólt is szerzett. Teljesítménye egyenes utat nyitott neki az első csapathoz. A portugál első osztályban 2019 augusztusában, a Boavista ellen debütált – ezen a mérkőzésen rögtön gólpasszt jegyzett. Az őszi szezon során végig a kezdőcsapatban számoltak vele, 16 mérkőzésen 5 gólt is szerzett. A remek bajnoki szereplés mellett a Guimarães az Európa-ligában is érdekelt volt, Tapsoba a selejtezők során a luxemburgi Jeunesse Esch ellen két gólt is szerzett, majd hatból öt csoportmeccset végigjátszott – a Guimarães végül nem jutott be az egyenes kieséses szakaszba.

### Bayer Leverkusen
Tapsoba a portugál bajnokságban és az Európa-ligában nyújtott kiemelkedő teljesítmények köszönhetően több topcsapat figyelmét is felhívta magára. A nyertes végül a német első osztályban szereplő Bayer Leverkusen lett, akik 18 millió Eurót fizettek a 20 éves védőért. Az edző Peter Bosz meglepetésre azonnal kezdőként számolt vele. A Bundesligában 2020 februárjában nem kisebb ellenfél, mint a Borussia Dortmund ellen debütált, egy 4-3 arányban megnyert mérkőzésen. A koronavírus járvány miatt elhúzódó idény során végig alapembernek számított, remek játékkal segítette csapatát az Európa-liga negyeddöntőjnek, illetve a német kupa döntőjének elérésében. A Bayern München elleni vesztes finálét végigjátszotta. A következő idényt a Leverkusen meglepően jól kezdte, decemberben még a tabellát is vezették, majd ugyanilyen váratlanul összeomlottak az idény felénél. Tapsoba januárban a Frankfurt ellen megszerezte első német kupa gólját, majd februárban az Augsburg ellen a Bundesligában is betalált.

### A válogatottban
A Burkina Fasó-i válogatottban 2017 májusában, egy Benin elleni barátságos mérkőzésen debütált, ám csak 2019 nyarától kezdett rendszeresen játszani a nemzeti tizenegyben.

## Sikerei, díjai
- Bayer 04 Leverkusen
  - Német bajnok: 2023–24
  - Német kupa: 2023–24

## További információ
- Tapsoba a transfermarkt.de oldalán
- Tapsoba a fußballdaten.de oldalán
- Tapsoba a kicker.de oldalán
- A Bayer 04 Leverkusen hivatalos honlapja